# 141
Glej tudi: število 141
141 (CXLI) je bilo navadno leto, ki se je po julijanskem koledarju začelo na soboto.

## Dogodki
- 1. januar